# Project.R
Project.R（プロジェクト ドット アール）は、日本の音楽グループ。日本コロムビア所属。

## 概要
元々は2008年放送の特撮作品『炎神戦隊ゴーオンジャー』の主題歌を制作・歌唱するために結成されたユニット。「Project.R」のRは「Ranger」の頭文字である。
2008年3月の時点で発表されているメンバーは高橋、大石、MAYO、谷本、岩崎の5名であったが、他にも近年のスーパー戦隊シリーズの主題歌に関わった歌手や作曲家らが参加し、以後発表される楽曲を制作・歌唱した。但し、担当作品に関わった全てのアーティストがProject.Rではない模様である。
2009年の『侍戦隊シンケンジャー』以降、音楽のプロデュースに携わりながらも引き続き音楽制作に携わる。『獣電戦隊キョウリュウジャー』及び『手裏剣戦隊ニンニンジャー』ではProject.Rとしては携わらず、日本コロムビア名義での音楽プロデュースとなる。
2014年には、渡辺宙明とともに『宇宙刑事 NEXT GENERATION』の音楽製作を担当した。（主題歌の歌唱は串田アキラ）
2016年から2018年にかけては仮面ライダーシリーズの作品となる『仮面ライダーアマゾンズ』の音楽プロデュース及び音楽制作にも参加した。

## 来歴
コロムビアミュージックエンターテインメント（当時）のディレクターのアイデアにより、過去に「スーパー戦隊シリーズ」楽曲を手がけた歌手、作曲家が参加するユニットとして誕生した。結成当初のメンバーは、特撮テレビドラマ『炎神戦隊ゴーオンジャー』のエンディングテーマ「炎神ファーストラップ -Type Normal-」を担当する大石、MAYO、谷本の3名。、直後に同番組オープニングテーマ「炎神戦隊ゴーオンジャー」の作曲者の岩崎、歌手の高橋、同番組の劇伴を担当する大橋、選曲の宮葉が加わる。その後、NoB、高取、五條、サイキックラバーが加入した。

## メンバー
単独で項目のあるものについては詳細を割愛する。

### 歌手
高橋秀幸
スーパー戦隊シリーズは『ゴーオンジャー』が初参加であり、同作品のOP歌唱でデビュー。『ゴセイジャー』ではEDの歌唱を担当。『ゴーバスターズ』で再びOPを歌唱。
谷本貴義
スーパー戦隊シリーズには『獣拳戦隊ゲキレンジャー』（2007年）より参加。同作品のOPや挿入歌「高みの空へ」等を手がけている。Project.Rでは『ゴーオンジャー』EDと挿入歌の歌唱を担当。
Sister MAYO
スーパー戦隊シリーズには『魔法戦隊マジレンジャー』（2005年）より参加。同作品のED「呪文降臨〜マジカル・フォース」や『騎士竜戦隊リュウソウジャー』のED「ケボーン！リュウソウジャー」等を手がけている。Project.RではEDと挿入歌の歌唱を担当。
NoB
スーパー戦隊シリーズには『マジレンジャー』より参加。同作品の挿入歌「魔導騎士ウルザード」（本名の山田信夫名義）や『轟轟戦隊ボウケンジャー』（2006年）OP等を手がけている。Project.Rでは挿入歌の歌唱を担当。『ゴセイジャー』ではOPと挿入歌の歌唱を担当。
岩崎貴文
スーパー戦隊シリーズには『爆竜戦隊アバレンジャー』より参加。同作品のOPや『マジレンジャー』OP等を手がけている。Project.Rでは作・編曲、挿入歌の歌唱を担当。
高取ヒデアキ
スーパー戦隊シリーズには『忍風戦隊ハリケンジャー』（2002年）より参加。同作品のOPや挿入歌の歌唱の他、『デカレンジャー』ED等の作曲も手がけている。Project.Rでは『ゴーオンジャー』『シンケンジャー』のEDと『動物戦隊ジュウオウジャー』のOPを歌唱。自身が参加しているバンド「Z旗」にも演奏やアレンジで参加。
五條真由美
スーパー戦隊シリーズには『マジレンジャー』より参加。同作品の挿入歌「永遠に…」を手がけている。Project.RではEDや挿入歌の歌唱を担当。
なお、レコード会社は異なるものの、『ニチアサ』関連ではプリキュアシリーズにも主題歌や挿入歌、ボーカルアルバムの歌唱で参加している（※キュア・カルテットも参照）。
サイキックラバー（YOFFY、IMAJO）
スーパー戦隊シリーズには『特捜戦隊デカレンジャー』（2004年）より参加。同作品のOPや『ボウケンジャー』ED等を手がける他、ボーカルのYOFFYは『マジレンジャー』EDや『ボウケンジャー』OP＆キャラクターソングの作曲も担当、ギターのIMAJOは『マジレンジャー』『ボウケンジャー』キャラクターソングの作曲も担当するなど単独での参加もある。Project.Rでは『ゴーオンジャー』にそれぞれEDや挿入歌で参加、『シンケンジャー』ではサイキックラバーでOPを担当。
松原剛志
スーパー戦隊シリーズは『シンケンジャー』が初参加。Project DMMのメンバーとしてウルトラシリーズ関連の楽曲を手がけた。Project.Rでは『シンケンジャー』の挿入歌と『海賊戦隊ゴーカイジャー』（2011年）のOP、『宇宙戦隊キュウレンジャー』（2017年）のEDを担当。
押谷沙樹
スーパー戦隊シリーズは『シンケンジャー』が初参加。同作品のキャラクターソングの作曲を手がける。Project.Rでは『ゴーカイジャー』のEDの歌唱を担当。
鎌田章吾
スーパー戦隊シリーズは『キョウリュウジャー』が初参加であり、同作品のOPでデビューした。Project.Rでは『トッキュウジャー』のEDの歌唱をYOFFY、谷本とともに担当。
吉田仁美
『キョウリュウジャー』挿入歌でスーパー戦隊シリーズに初参加。『ルパンレンジャーVSパトレンジャー』で吉田達彦と共に主題歌（パトレンジャーのテーマパート）を歌唱する。
伊勢大貴
『キョウリュウジャー』挿入歌でスーパー戦隊シリーズに参加し、『トッキュウジャー』のOPや『ニンニンジャー』のEDを歌唱した。Project.Rでは『テン・ゴーカイジャー』の主題歌で初参加。
大西洋平
『トッキュウジャー』よりスーパー戦隊シリーズに参加し、『ニンニンジャー』と『キラメイジャー』のOPを歌唱した。Project.Rでは『ジュウオウジャー』のEDを担当。
幡野智宏
スーパー戦隊シリーズ『キュウレンジャー』より参加。同作品でデビューを果たし、後に『騎士竜戦隊リュウソウジャー』のOPも歌唱した。Project.Rでは『ルパンレンジャーVSパトレンジャー』の挿入歌を担当。
宮島咲良
スーパー戦隊シリーズは『ニンニンジャー』が初参加で同作の挿入歌が彼女のデビュー作。Project.Rでは『ジュウオウジャー』の挿入歌を担当。
石原慎一
スーパー戦隊シリーズには『高速戦隊ターボレンジャー』より参加。『救急戦隊ゴーゴーファイブ』のOP等を手がけている。Project.Rでは『キュウレンジャー』挿入歌を担当。仮面ライダーシリーズやメタルヒーローシリーズでも『仮面ライダーアギト』『重甲ビーファイター』等の主題歌の歌唱で参加している。
うちやえゆか
『キュウレンジャー』挿入歌でスーパー戦隊シリーズに初参加。
吉田達彦
『ルパンレンジャーVSパトレンジャー』で吉田仁美と共に主題歌（ルパンレンジャーのテーマパート）の歌唱を担当、これがメジャーデビューとなる。
小林太郎
『仮面ライダーアマゾンズ』の主題歌を手掛けた。Project.Rでは『最後ノ審判』でNoBと共に主題歌を歌唱した。
池田彩
『ルパンレンジャーVSパトレンジャー』挿入歌でスーパー戦隊シリーズに初参加。
出口たかし
『魔進戦隊キラメイジャー』のEDを担当。Project.Rでは『テン・ゴーカイジャー』の主題歌で初参加。

### 作詞家・作曲家
大石憲一郎
Project.Rのリーダー。スーパー戦隊シリーズには、サイキックラバーが初参加した『デカレンジャー』より参加。同作品の挿入歌である「デカレンジャーアクション」や『ボウケンジャー』のED「冒険者 ON THE ROAD」等を手がけている。Project.Rでは作・編曲を担当する。また、Sister MAYOの歌う『マジレンジャー』ED（※前述参照）の作・編曲も手掛けていた。
籠島裕昌
スーパー戦隊シリーズには『ハリケンジャー』より参加。同作品のEDなどを手がけている。Project.Rでは『シンケンジャー』ED、『ゴセイジャー』OP、『ゴーカイジャー』OPの編曲などを担当。高取と共に「Z旗」にも演奏やアレンジで参加。
宮葉勝行（みやば かつゆき、1964年6月27日 - ）
東京都杉並区出身、早稲田大学文学部卒業。電器メーカーでの2年半のサラリーマン生活を経て、ドラマ業界へ入る。
『地球戦隊ファイブマン』の後半で見習いとして参加し、『鳥人戦隊ジェットマン』より選曲を担当。『激走戦隊カーレンジャー』よりサントラ盤の企画・構成を、『アバレンジャー』後半より録音・整音を担当。『電磁戦隊メガレンジャー』では挿入歌の作曲も行っている他、『ゴーオンジャー』よりマルチオーディオも手がけていた。『ゴーカイジャー』以降の各シリーズ映画作品では、『宮葉勝行.R』名義でクレジットされている。
脚本家の會川昇とはかつて同人活動を行っていた間柄であり、現在でも交流がある。
マイクスギヤマ
スーパー戦隊シリーズは『ゴーオンジャー』が初参加。イマジン所属。Project.Rでは『ゴーオンジャー』関連の大半の楽曲と『ゴセイジャー』『ゴーバスターズ』の挿入歌で作詞を担当。
大橋恵
フェイスミュージック（フェイス音楽出版）に所属している劇伴主体の作曲・編曲家。スーパー戦隊シリーズには『アバレンジャー』より参加。同作品にて「羽田健太郎 with Healty Wings」のメンバーとして劇伴を担当し、『ゴーオンジャー』『ゴーバスターズ』では単独名義で劇伴を担当。Project.Rでは挿入歌の作・編曲を担当。
高木洋
スーパー戦隊シリーズには『アバレンジャー』より参加。同作品にて「羽田健太郎 with Healty Wings」のメンバーとして劇伴を担当し、『シンケンジャー』『ルパンレンジャーVSパトレンジャー』では単独名義で劇伴を担当。Project.Rではゴセイジャー挿入歌の作・編曲を担当。
三宅一徳
大橋と同じくフェイスミュージック所属。スーパー戦隊シリーズには『カーレンジャー』より参加。その他、『ハリケンジャー』『ゲキレンジャー』でも劇伴を担当。Project.Rでは『ゴセイジャー』の劇伴を担当。
山下康介
スーパー戦隊シリーズには『アバレンジャー』より参加。同作品にて「羽田健太郎 with Healty Wings」のメンバーとして劇伴を担当し、『マジレンジャー』では単独で劇伴を担当。Project.Rでは『ゴーカイジャー』『ニンニンジャー』『キュウレンジャー』の劇伴を担当。
亀山耕一郎
スーパー戦隊シリーズには『カーレンジャー』より参加。その後、『未来戦隊タイムレンジャー』『デカレンジャー』の劇伴などを担当。Project.Rでは挿入歌の編曲や『ジュウオウジャー』の劇伴を担当。
鈴木盛広
スーパー戦隊シリーズには『ゴーオンジャー』より参加。Project.Rでは挿入歌の作・編曲などを担当。
Z旗
高取と籠島が所属するブラスロックバンド。Project.Rでは主題歌・挿入歌の歌唱・演奏を担当。
高取伸和
高取ヒデアキの実弟。

## 手がけた楽曲（一部）

### 2008年度（『炎神戦隊ゴーオンジャー』）
- 「炎神戦隊ゴーオンジャー」（OP）
  - 作詞：マイクスギヤマ / 作曲：岩崎貴文（Project.R） / 編曲：Project.R（大石憲一郎、岩崎貴文） / 歌：高橋秀幸（Project.R）
- 「炎神ファーストラップ -Type Normal-」（1 - 21話、26話、47 - 49話ED）
  - 作詞：八手三郎、マイクスギヤマ / 作曲、編曲：大石憲一郎（Project.R） / 歌：Project.R（谷本貴義、Sister MAYO、大石憲一郎） with 炎神キッズ
- 「炎神セカンドラップ -TURBO CUSTOM-」（22話、27 - 30話、32 - 35話、46話ED） 
  - 作詞：マイクスギヤマ / 作曲、編曲：大石憲一郎 / 歌：Project.R（高取ヒデアキ、五條真由美、谷本貴義、Sister MAYO、大石憲一郎） with 炎神キッズ
- 「炎神エコラップ -Recycle Custom-」（23話、24話ED） 
  - 作詞：マイクスギヤマ / 作曲、編曲：大石憲一郎 / 歌：炎神キッズ with Project.R（谷本貴義、Sister MAYO、大石憲一郎）
- 「炎神フォーメーションラップ -劇場BANG! Custom-」（劇場版OP、25話ED） 
  - 作詞：マイクスギヤマ / 作曲、編曲：大石憲一郎 / 歌：Project.R with 炎神キッズ
- 「G3プリンセスラップ -PRETTY LOVE☆Limited-」（31話ED、31話・45話挿入歌） 
  - 作詞：マイクスギヤマ / 作曲・編曲：大石憲一郎 / 歌：G3プリンセス（逢沢りな、杉本有美、及川奈央）
- 「炎神サードラップ-AERO Dynamic CUSTOM-」（36 - 41話ED） 
  - 作詞：マイクスギヤマ / 作曲、編曲：大石憲一郎 / 歌：Project.R（YOFFY、岩崎貴文、高取ヒデアキ、五條真由美、谷本貴義、Sister MAYO、大石憲一郎）with 炎神キッズ
- 「炎神ファイナルラップ -Type Evolution-」（42 - 44話ED） 
  - 作詞：マイクスギヤマ / 作曲、編曲：大石憲一郎 / 歌：Project.R（高橋秀幸、谷本貴義、Sister MAYO、大石憲一郎）with 炎神キッズ
- 「G5プリンスラップ -BONバイエ★Limited-」（45話ED） 
  - 作詞：マイクスギヤマ / 作曲、編曲：大石憲一郎 / 歌：G5プリンス（古原靖久、片岡信和、碓井将大、海老澤健次、徳山秀典）with ボンパー（中川亜紀子）
- 「炎神ウィニングラン -Type Formla-」（50話(最終話)ED） 
  - 作詞：マイクスギヤマ / 作曲、編曲：大石憲一郎 / 歌：Project.R with 炎神キッズ
- 「炎神合体! エンジンオー」（挿入歌）
  - 作詞：マイクスギヤマ / 作曲：大橋恵（Project.R） / 編曲：Project.R（大橋恵、大石憲一郎） / 歌：石原慎一
- 「BANG! BANG! ゴーオンジャー」（挿入歌）
  - 作詞：マイクスギヤマ / 作曲：古家学 / 編曲：TAKKARATTS / 歌：NoB（Project.R）
- 「明日もゴーオンジャー」（挿入歌）
  - 作詞：マイクスギヤマ / 作曲、編曲：TAKKARATTS / 歌：岩崎貴文 (Project.R)
- 「炎神合体エンジンオー G6」（挿入歌）
  - 作詞：マイクスギヤマ / 作曲：浅田直 / 編曲：高木洋 / 歌：MoJo
- 「レッツ・ゴー音頭」（挿入歌）
  - 作詞：マイクスギヤマ / 作曲、編曲：鈴木盛広 / 歌：高橋秀幸 (Project.R)
- 「テイクオフ! ゴーオンウイングス」（挿入歌）
  - 作詞：マイクスギヤマ / 作曲：大橋恵 / 編曲：Project.R（大石憲一郎、大橋恵） / 歌：Project.R（谷本貴義、五條真由美、大石憲一郎）
- 「害悪産業革命宣言」（挿入歌）
  - 作詞：マイクスギヤマ / 作曲：IMAJO / 編曲：籠島裕昌 / 歌：IMAJO (Project.R)
- 「G9! チューンナップ」（挿入歌）
  - 作詞：マイクスギヤマ / 作曲：前田克樹 / 編曲：高橋カツ / 歌：宮内タカユキ
- 「GO! BABABANG! ゴーオンジャー」（挿入歌）
  - 作詞：マイクスギヤマ / 作曲、編曲：鈴木盛広 / 歌：高橋秀幸 (Project.R)
- 「G12! チェッカーフラッグ」（挿入歌）
  - 作詞：マイクスギヤマ / 作曲：大橋恵 / 編曲：大石憲一郎 / 歌：串田アキラ
- 「Smile×Smile」（キャラクターソング）
  - 作詞：マイクスギヤマ / 作曲：岩崎貴文 / 編曲：大石憲一郎 / 歌：楼山早輝（逢沢りな）
- 「夢の翼」（キャラクターソング）
  - 作詞：マイクスギヤマ / 作曲：谷本貴義 / 編曲：大石憲一郎 / 歌：須塔美羽（杉本有美）
- 「桃源郷（ユートピア）」（キャラクターソング）
  - 作詞：マイクスギヤマ / 作曲：YOFFY / 編曲：大石憲一郎 / 歌：ケガレシア（及川奈央）

### 2009年度（『侍戦隊シンケンジャー』）
- 「侍戦隊シンケンジャー」（OP）
  - 作詞：藤林聖子 / 作曲：YOFFY / 編曲：大石憲一郎、サイキックラバー（Project.R） / 歌：サイキックラバー（Project.R）
- 「四六時夢中シンケンジャー」（ED）
  - 作詞：藤林聖子 / 作曲：高取ヒデアキ / 編曲：籠島裕昌（Project.R） / 演奏：Z旗 / 歌：高取ヒデアキ（Project.R）
- 「斗え! シンケンジャー」（挿入歌）
  - 作詞：高取ヒデアキ / 作曲：IMAJO / 編曲：Project.R / 歌：高取ヒデアキ (Project.R)
- 「侍合体! シンケンオー」（挿入歌）
  - 作詞：桑原永江 / 作曲：高木洋 (Project.R) / 編曲：Project.R（大石憲一郎） / 歌：串田アキラ
- 「モヂカラ大行進」（挿入歌）
  - 作詞：藤林聖子 / 作曲、編曲：鈴木盛広 / 歌：ヤング・フレッシュ、高橋秀幸 (Project.R)
- 「どこまでもシンケンジャー」（挿入歌）
  - 作詞、作曲：高取ヒデアキ / 編曲：籠島裕昌 / 歌：高取ヒデアキ (Project.R)
- 「つらぬけ武士道」（挿入歌）
  - 作詞、作曲：高取ヒデアキ / 編曲：籠島裕昌 / 歌：小野田浩二
- 「シンケン祭り」（挿入歌）
  - 作詞：藤林聖子 / 作曲、編曲：ジャック・伝ヨール / 歌：Sister MAYO (Project.R)
- 「一貫献上! シンケンゴールド」（挿入歌）
  - 作詞：YOFFY / 作曲：高木洋 / 編曲：大石憲一郎 / 歌：YOFFY (Project.R)
- 「六人の侍」（挿入歌）
  - 作詞：藤林聖子 / 作曲：菊池俊輔 / 編曲：大石憲一郎 / 歌：松原剛志 (Project.R)
- 「シンケンレッド 一筆奏上」（キャラクターソング）
  - 作詞：藤林聖子 / 作曲、編曲：高木洋 / 歌：ヤング・フレッシュ、志葉丈瑠（松坂桃李）
- 「青浪（あおなみ）世直し」（キャラクターソング）
  - 作詞：藤林聖子 / 作曲：高取ヒデアキ / 編曲：真崎修 / 歌：池波流ノ介（相葉弘樹）
- 「ナデシコ真剣 花吹雪」（キャラクターソング）
  - 作詞：藤林聖子 / 作曲：押谷沙樹 / 編曲：亀山耕一郎 / 歌：白石茉子（高梨臨）
- 「シンケンデイズ Never give up 道中」（キャラクターソング）
  - 作詞：藤林聖子 / 作曲、編曲：籠島裕昌 / 歌：谷千明（鈴木勝吾）
- 「はんなり めっちゃ武士道ガール」（キャラクターソング）
  - 作詞：藤林聖子 / 作曲：IMAJO / 編曲：川瀬智 / 歌：花織ことは（森田涼花）
- 「ゴールド人情 一本締め」（キャラクターソング）
  - 作詞：藤林聖子 / 作曲、編曲：岩崎貴文 / 歌：梅盛源太（相馬圭祐）

### 2010年度（『天装戦隊ゴセイジャー』）
- 「天装戦隊ゴセイジャー」（OP）
  - 作詞：吉元由美 / 作曲：YOFFY / 編曲：籠島裕昌（Project.R） / 歌：NoB（Project.R）
- 「ガッチャ☆ゴセイジャー」（ED）
  - 作詞：藤林聖子 / 作曲：岩崎貴文 / 編曲：大石憲一郎（Project.R） / 歌：高橋秀幸（Project.R）
- 「降臨! ゴセイグレート」（挿入歌）
  - 作詞：八手三郎 / 作曲、編曲：三宅一徳 / 歌：NoB (Project.R)
- 「闘え! そして糧を得よ!」（挿入歌）
  - 作詞：八手三郎 / 作曲：高取ヒデアキ / 編曲：高木洋 / 歌：高取ヒデアキ (Project.R)
- 「ガッチャ☆ゴセイジャー TYPE 2 REMIX」（ED）
  - 作詞：藤林聖子 / 作曲：岩崎貴文 / 編曲：大石憲一郎（Project.R） / 歌：高橋秀幸（Project.R）
- 「☆Fight☆」（挿入歌）
  - 作詞：マイクスギヤマ / 作曲、編曲：岩崎貴文 / 歌：五條真由美 (Project.R)
- 「撃て! その殻を打ち破れ!」（挿入歌）
  - 作詞：八手三郎 / 作曲：谷本貴義 / 編曲：大石憲一郎 / 歌：谷本貴義 (Project.R)
- 「ゴセイナイトは許さない」（挿入歌）
  - 作詞：八手三郎 / 作曲：三宅一徳 / 編曲：Project.R / 歌：宮内タカユキ
- 「スーパーゴセイジャー」（挿入歌）
  - 作詞：YOFFY / 作曲：IMAJO / 編曲：大石憲一郎 / 歌：サイキックラバー (Project.R)
- 「ゴセイアルティメット〜希望の樹の華」（挿入歌）
  - 作詞：八手三郎 / 作曲：NoB / 編曲：籠島裕昌 / 歌：NoB (Project.R)
- 「夢 Dream」（挿入歌）
  - 作詞：八手三郎 / 作曲：IMAJO / 歌：和田慎太郎
- 「Over The Rainbow」（挿入歌）
  - 作詞：八手三郎 / 作曲：鈴木盛広 / 編曲：Project.R / 歌：ゴセイジャー（千葉雄大、さとう里香、浜尾京介、にわみきほ、小野健斗）

### 2011年度（『海賊戦隊ゴーカイジャー』）
- 「海賊戦隊ゴーカイジャー」（OP）
  - 作詞：岩里祐穂 / 作曲：持田裕輔 / 編曲：籠島裕昌（Project.R） / 歌：松原剛志 (Project.R)
- 「スーパー戦隊 ヒーローゲッター」（ED）
  - 作詞：藤林聖子、荒川稔久 / 作曲・編曲：大石憲一郎（Project.R） / 歌：Project.R（松原剛志、押谷沙樹、高橋秀幸、五條真由美、YOFFY、IMAJO、高取ヒデアキ、Sister MAYO、谷本貴義、NoB、岩崎貴文、大石憲一郎、籠島裕昌）
- 「豪快全開ダッシュ!!」（挿入歌）
  - 作詞・作曲・編曲・歌：谷本貴義 (Project.R)
- 「海賊合体! ゴーカイオー」（挿入歌）
  - 作詞：YOFFY / 作曲：山下康介 / 編曲：大石憲一郎（Project.R） / 歌：サイキックラバー (Project.R)
- 「派手に行くぜ!」（挿入歌）
  - 作詞：井上望 / 作曲・編曲：岩崎貴文（Project.R） / 歌：安崎求、阿部誠司
- 「鋼の心 ゴーカイシルバー」（挿入歌）
  - 作詞：藤林聖子 / 作曲：山下康介 / 編曲：鈴木盛広（Project.R） / 歌：高橋秀幸（Project.R）
- 「お宝を探せ!」（挿入歌）
  - 作詞・作曲：高取ヒデアキ / 編曲：籠島裕昌（Project.R） / 歌・演奏：Z旗（Project.R）
- 「完成! 豪獣神」（挿入歌）
  - 作詞：藤林聖子 / 作曲：山下康介 / 編曲：亀山耕一郎（Project.R） / 歌：NoB（Project.R）
- 「パイレーツ・ガールズ」（挿入歌）
  - 作詞：井上望 / 作曲・編曲：岩崎貴文（Project.R） / 歌：Project.R（五條真由美、Sister MAYO）
- 「海賊（つわもの）たち〜宇宙海賊のテーマ〜」（挿入歌）
  - 作詞：高取ヒデアキ / 作曲・編曲：鈴木盛広（Project.R） / 歌：宮内タカユキ
- 「ないしょのユーレイヒー」（挿入歌）
  - 作詞：荒川稔久 / 作曲・編曲：山下康介（Project.R） / 歌：ささきいさお、堀江美都子、松原剛志
- 「JUMP」（海賊戦隊ゴーカイジャーVS宇宙刑事ギャバン THE MOVIE主題歌）
  - 作詞：岩里祐穂 / 作曲：持田裕輔 / 編曲：籠島裕昌（Project.R） / 歌：松原剛志、串田アキラ
- 「スーパー戦隊 ヒーローゲッター〜Now&Forever ver.」
  - 作詞：藤林聖子、荒川稔久 / 作曲・編曲：大石憲一郎（Project.R） / 歌：Project.R（松原剛志、押谷沙樹、高橋秀幸、五條真由美、YOFFY、IMAJO、高取ヒデアキ、Sister MAYO、谷本貴義、NoB、岩崎貴文、大石憲一郎、籠島裕昌）

### 2012年度（『特命戦隊ゴーバスターズ』）
- 「バスターズ レディーゴー!」（前期（1 - 27話）OP）
  - 作詞：藤林聖子 / 作曲・編曲：大石憲一郎（Project.R） / 歌：高橋秀幸 (Project.R)
- 「キズナ〜ゴーバスターズ!」（ED）
  - 作詞：藤林聖子 / 作曲・編曲：大石憲一郎（Project.R） / 歌：謎の新ユニットSTA☆MEN
- 「Perfect Mission」（挿入歌）
  - 作詞：藤林聖子 / 作曲：NoB / 編曲：河野陽吾 歌：NoB（Project.R）
- 「One wish,One day」（キャラクターソング・ED）
  - 作詞：藤林聖子 / 作曲・編曲：鈴木盛広（Project.R）/ 歌：桜田ヒロム&チダ・ニック（CV:鈴木勝大&藤原啓治）
- 「バスターマシン、発進せよ!」（挿入歌）
  - 作詞：八手三郎 / 作曲・編曲：大橋恵 / 歌：山形ユキオ
- 「Boost Up! ビートバスター」（挿入歌）
  - 作詞：藤林聖子 / 作曲：高取ヒデアキ / 編曲：川瀬智 / 歌：高取ヒデアキ（Project.R）
- 「Brand New Spark!」（挿入歌）
  - 作詞：藤林聖子 / 作曲：黒田晃太郎 / 編曲：黒田晃太郎、平木LAGGY宏隆 / 歌：高取ヒデアキ（Project.R）
- 「Blue Banana Moon」（キャラクターソング・ED）
  - 作詞：藤林聖子 / 作曲・編曲：高木洋 / 歌：岩崎リュウジ&ゴリサキ・バナナ（CV:馬場良馬&玄田哲章）
- 「モーフィン! ムービン! バスターズシップ!」（後期（28話 - ）OP）
  - 作詞：藤林聖子 / 作曲・編曲：大石憲一郎（Project.R） / 歌：高橋秀幸 (Project.R)

### 2014年度（『烈車戦隊トッキュウジャー』）
- 「ビュンビュン!トッキュウジャー」（ED）[8]
  - 作詞：藤林聖子 / 作曲：俊龍 / 編曲：坂部剛 / 歌：Project.R(YOFFY、谷本貴義、鎌田章吾)

etc･･･

### その他
- 「バーサス!スーパー戦隊」（『スーパー戦隊VSシリーズ劇場』主題歌）
  - 作詞：八手三郎 / 作曲：高木洋 / 編曲：Project.R(高木洋、大石憲一郎[14]) / 歌：Project.R（高取ヒデアキ、YOFFY、谷本貴義）
- 「情熱 〜We are Brothers〜」（『仮面ライダー×スーパー戦隊 スーパーヒーロー大戦』主題歌）
  - avex entertainmentより発売。
  - 作詞：藤林聖子 / 作曲：AYANO / 編曲：RIDER CHIPS、五十嵐"IGAO"淳一、中川幸太郎 / 歌：Hero Music All Stars（椎名慶治、仮面ライダーGIRLS、上木彩矢、TAKUYA、m.c.A・T、RIDER CHIPS、松本梨香、高橋秀幸、松原剛志、押谷沙樹、NoB、サイキックラバー、高取ヒデアキ、谷本貴義、岩崎貴文、Sister MAYO、五條真由美）
- 「3Dパジャマックスがやってきた!」（『3Dパジャマックス』コマーシャルソング[15]）
  - 歌：高橋秀幸（Project.R）

etc･･･

## 出演

### ラジオ
- ANIMEX RADIO!!

2011年10月から2012年3月までメンバー二人が持ち回りで担当。9月までは五條・谷本が担当。
- 東映公認 鈴村健一・神谷浩史の仮面ラジレンジャー

2012年10月から文化放送でスタートした特撮による特撮の為の特撮ラジオ番組で現在はラジオ福島・ラジオ大阪・HBCラジオ・熊本放送・長崎放送の6局ネットで放送している。2015秋(11月)から同番組とProject.Rが完全コラボレーションを開始して2017夏(7月)まで11回に渡って第一期の同企画を放送した。

### イベント
- スーパー戦隊“魂”[注 5]
  - スーパー戦隊“魂”III2008（2008年11月30日）
  - スーパー戦隊“魂”IV 2010（2010年11月14日、2010年11月20日）
  - スーパー戦隊“魂”V 2011（2011年11月13日、2011年11月19日）
  - スーパー戦隊“魂”VI 2012（2012年10月7日、2012年11月3日）
  - スーパー戦隊“魂”VII 2013（2013年10月27日、2013年11月2日）

※ 他に、「スーパー戦隊“魂”」と同じくバースデーソング主催のANIME JAPAN FES関連のライブ（「スーパーヒーロー魂」「スーパーアニソン魂」など）にメンバーが複数出演する際にもProject.R名義の楽曲がよく歌われる）
- Project.R 1st Live～ソンググランプリ～（2009年2月11日）
- スーパーヒーローミュージックスタジオ（2010年11月 - 2011年9月）
- 仮面ライダー生誕40周年×スーパー戦隊シリーズ35作品記念 40×35 感謝祭 Anniversary LIVE & SHOW (2012年1月10 - 11日)
- 仮面ライダー生誕45周年×スーパー戦隊シリーズ40作品記念 45×40 感謝祭 Anniversary LIVE & SHOW スーパー戦隊DAY (2017年1月22日)
- 超英雄祭 KAMENRIDER×SUPERSENTAI LIVE&SHOW
  - 超英雄祭 KAMENRIDER×SUPERSENTAI LIVE&SHOW 2013（2013年1月11 - 12日）
  - 超英雄祭 KAMENRIDER×SUPERSENTAI LIVE&SHOW 2014（2014年1月15日）
  - 超英雄祭 KAMENRIDER×SUPERSENTAI LIVE&SHOW 2015（2015年1月17 - 18日）
  - 超英雄祭 KAMENRIDER×SUPERSENTAI LIVE&SHOW 2016（2016年1月20 - 21日）
  - 超英雄祭 KAMENRIDER×SUPERSENTAI LIVE&SHOW 2018（2018年1月24日）
  - 超英雄祭 KAMENRIDER×SUPERSENTAI LIVE&SHOW 2019（2019年1月23日）
  - 超英雄祭 KAMENRIDER×SUPERSENTAI LIVE&SHOW 2020（2020年1月22日）
- Animelo Summer Live 2014 -ONENESS- 8.29（2014年8月29日）